# Nucli ventral posterolateral
El nucli ventral posterolateral (VPL) és un nucli del tàlem. Juntament amb el nucli posteromedial ventral (PMV), el nucli ventral posterior inferior (VPI) i el nucli posterior ventromedial (PVM), constitueix el nucli posterior ventral. Hi ha incertesa en la ubicació de PVM, determinat per les terminacions del tracte espinotalàmic i la tinció de proteïnes que s'uneixen al calci, i diverses autoritats no consideren que la seva existència estigui demostrada.
El nucli ventral posterior lateralis pars oralis (VPLo) és una subdivisió del tàlem posterolateral ventral que té projeccions substancials a l'escorça motora.

## Entrada i sortida
El VPL rep informació del tracte neoespinotalàmic i del lemnisc medial de la via columna posterior-lemnisc medial. A continuació, projecta aquesta informació sensorial a les àrees 3, 1 i 2 de Brodmann al gir postcentral. Col·lectivament, les àrees 3, 1 i 2 de Brodmann conformen l'escorça somatosensorial primària del cervell.

## Imatges addicionals

Tàlem
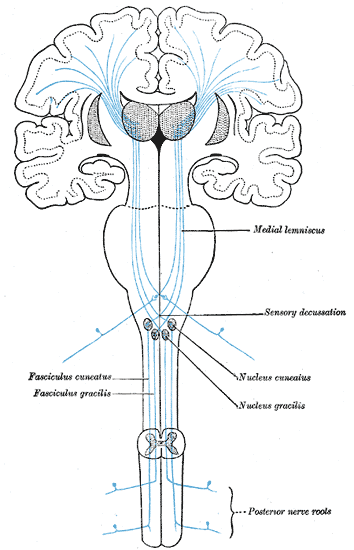
El tracte sensorial.